# John Underhill
John Underhill (7 ottobre 1597 – 21 luglio 1672) è stato un militare e politico inglese che operò nella colonia inglese di Massachusetts Bay, nella Provincia di New Hampshire, di cui divenne anche governatore.
Provvide all'addestramento della milizia del New England ed è ricordato per aver comandato la milizia coloniale durante la Guerra Pequot (1636-1638) e la guerra che il governatore olandese Kieft intraprese contro la tribù di nativi americani Wappinger. Underhill pubblicò un resoconto della Guerra Pequot.

## Biografia
John Underhill era uno dei tre figli di John Edward Underhill (1574–1608) e di Leonora Honor Pawley.
Il suo bisnonno, Sir Hugh Underhill era "Custode del guardaroba" per la Regina Elisabetta a Greenwich, e suo nonno Thomas Underhill aveva ricoperto la stessa posizione al Kenilworth Castle per il favorito di Elisabetta, Robert Dudley, I conte di Leicester.
John Underhill nacque nel 1597 a Baginton, nel Warwickshire, in Inghilterra. La famiglia fuggì nei Paesi Bassi dopo un complotto fallito da parte del Conte di Essex per rovesciare la regina. Lì rimasero a Bergen op Zoom. Suo padre John Edward Underhill era sergente nella compagnia del capitano Roger Orme. Morì lì nell'ottobre del 1608 ed è sepolto nella "Gertrudiskerk" (Chiesa di San Gertrude).
Dopo la morte di suo padre, John Underhill e i suoi fratelli vissero con la madre e un gruppo di puritani esiliati nei Paesi Bassi. Mentre si trovava lì ricevette l'addestramento militare come cadetto al servizio di Filippo Guglielmo, Principe d'Orange.
Sposò a una ragazza olandese, Helena (Heylken) de Hooch il 12 dicembre 1628 nella Kloosterkerk a L'Aia. La coppia ebbe una figlia nata nei Paesi Bassi prima dell'emigrazione, Deborah Underhill, e altri due figli dopo l'emigrazione: Elizabeth (nata nel 1635) e John Underhill (1642–1692).
Nel 1630 Underhill fu chiamato nelle Americhe essendo stato assunto dalla Massachusetts Bay Colony con il grado di capitano e con l'incarico di aiutare ad addestrare la milizia coloniale e si stabilì con la sua famiglia nel villaggio di Arbella.
Nel maggio 1634 fu nominato membro del Tribunale e in luglio fu eletto "selectman" (membro del governo) per Boston.
Nella città di Boston diede inizio alla costruzione della prima fortificazione su Castle Island.
All'inizio del 1636 fu inviato a Salem per arrestare il teologo Roger Williams, considerato eretico dai puritani.
Ma Williams era già fuggito in Rhode Island. Nell'agosto 1636 Underhill condusse una spedizione punitiva contro i nativi americani  a Block Island, episodio che diede il via alla guerra Pequot durante la quale comandò la milizia coloniale.
Al termine della guerra, nel settembre del 1637, Underhill fu sospeso dal servizio e degradato.
Il Tribunale lo aveva accusato di aver firmato un "documento sobillatorio".
Si trattava di una petizione a favore del reverendo John Wheelwright, che in un sermone aveva violato le rigidissime regole puritane e che avrebbe dovuto essere esiliato come punizione.
Dopo un breve soggiorno in Inghilterra nel 1638, tornò in America, vendette la sua casa a Boston e seguì Wheelwright a Dover, nel New Hampshire.
Dopo essere stato esiliato dal Massachusetts, fu scomunicato dalla prima chiesa di Boston nel 1640. Nel marzo del 1640 tuttavia, fu eletto governatore della colonia di Dover. Intorno al 1642 si stabilì a Stamford nel Connecticut ed ebbe un seggio nel Tribunale della New Haven Colony.

## Guerra Wappinger
Nel 1643 scoppiò la guerra di Wappinger tra i nativi americani e i coloni olandesi a Nieuw Nederland. Nell'ottobre 1643 la situazione divenne critica per gli olandesi. Il governatore Willem Kieft offrì quindi ai coloni inglesi del Connecticut 25.000 fiorini se avessero contribuito a porre fine alla rivolta indiana.
Underhill formò quindi una forza mercenaria di 120 volontari, composti da scout Mohegan e coloni del Connecticut, prese il comando e intervenne nei combattimenti all'inizio del 1644.
Nell'estate del 1644, le forze del Capitano Underhill si trasferirono a South Oyster Bay per attaccare il Forte di Massapequa. All'alba, i 120 uomini di Underhill presero d'assalto il forte e massacrarono circa lo stesso numero di Massapequa.
Underhill voleva dare l'esempio per prevenire possibili ulteriori rivolte da parte degli indiani. La sua gente accatastò quindi i corpi dei guerrieri di Massapequa su una collina vicina. Con il sostegno di Underhill e della sua forza mercenaria, la rivolta indiana a Nieuw Nederland poté essere repressa.
Underhill ricevette due possedimenti terrieri dal governatore Kieft per i suoi servigi, l'isola di Bergen Island e un pezzo di terra su cui oggi si trova la Trinity Church a Manhattan e dove lui e la sua famiglia si erano stabiliti dal maggio 1644.
L'anno successivo fu eletto al Consiglio comunale di Nieuw Amsterdam  e fu membro di un organo di otto membri che consigliò misure contro gli indiani.
Quando a Kieft succedette il governatore Petrus Stuyvesant nel 1647, Underhill fu nominato sceriffo di Flushing, che fu la sua residenza fino al 1653. Quell'anno venne a conoscenza dei piani di Stuyvesant di allearsi con gli indiani contro gli inglesi.
Il rapporto di Underhill con il governatore olandese si deteriorò rapidamente e fu arrestato per un "opuscolo sedizioso contro il popolo di Long Island". La sua permanenza in carcere fu breve, le accuse contro di lui furono ritirate.
Tuttavia i rapporti con Stuyvesant si interruppero e Underhill offrì i suoi servizi alle Colonie Unite a Newport, nel Rhode Island, e lasciò Flushing nel maggio del 1653.
I governanti del Rhode Island lo nominarono comandante delle forze terrestri.
Il 27 giugno 1653, con il consenso del Connecticut, occupò un posto commerciale fortificato olandese tra Hartford e Saybrook. Nel 1654 la breve prima guerra anglo-olandese (1652-1654) si concluse con un trattato di pace e Underhill si trasferì con la sua famiglia a Southold a Long Island. Nel 1658, la sua prima moglie Helena morì e fu sepolta nel cimitero presbiteriano.
L'anno successivo sposò la sua seconda moglie, Elizabeth Feake, vendette la sua proprietà e si trasferì a Setauket. Negli ultimi anni lavorò come sceriffo, giudice di pace e più volte come membro del parlamento. Lavorò anche come consulente per gli indiani di Long Island. Il 1º ottobre 1666, presentò una petizione alla giuria per conto del Matinecock. La sua ultima residenza fu a Killingworth, nel Connecticut. John Underhill vi morì il 21 luglio 1672 e fu sepolto nella Locust Valley a Long Island.